# Eutriorchis astur
Águia-serpentária-malgaxe, águia-serpentária-de-madagáscar ou Águia-cobreira-de-Madagáscar (Eutriorchis astur) é uma espécie de ave de rapina da família Accipitridae. É a única espécie do género Eutriorchis.
É endémica de Madagáscar.
Os seus habitats naturais são: florestas subtropicais ou tropicais húmidas de baixa altitude.
Está ameaçada por perda de habitat.